# Tuyến Gyeongui–Jungang
Tuyến Gyeongui–Jungang (Tiếng Hàn: 수도권 전철 경의·중앙선, Hanja: 首都圈 電鐵 京義·中央線) của hệ thống Tàu điện ngầm vùng thủ đô Seoul là một đường sắt dịch vụ hoạt động trên Tuyến Gyeongui, Tuyến Yongsan, Tuyến Gyeongwon và Tuyến Jungang. Đây là hệ thống vận hành của Tàu điện ngầm vùng thủ đô chạy từ Ga Dorasan, Ga Imjingang và Ga Munsan đến Ga Yongmun, Ga Jipyeong và Ga Seoul.

## Lịch sử
Năm 2005:
Ngày 16 tháng 12: Tuyến Jungang chính thức được mở từ Yongsan đến Deokso với tên gọi Tuyến Yongsan-Deokso.
Năm 2007:
Ngày 27 tháng 12: Đoạn tuyến Jungang được kéo dài về phía đông từ Deokso đến Paldang . Tuyến Yongsan-Deokso được đổi tên thành Tuyến Jungang.
Năm 2008:
Ngày 29 tháng 12: Đoạn tuyến Jungang được kéo dài về phía đông từ Paldang đến Guksu .
Năm 2009:
Ngày 1 tháng 7: Đoạn tuyến Gyeongui chính thức được mở từ Munsan đến Thành phố Truyền thông Kỹ thuật số với tên gọi là Tuyến Gyeongui , với một tuyến thúc đẩy đến Ga Seoul .
Ngày 23 tháng 12: Đoạn tuyến Jungang được kéo dài về phía đông từ Guksu đến Yongmun . Ga Sinwon được khai trương như một ga nhập hàng trên đoạn tuyến Jungang.
Năm 2010:
Ngày 21 tháng 12: Ga Sangbong và ga Obin mở cửa dưới dạng các ga lấp đầy trên đoạn tuyến Jungang.
2012:
Ngày 15 tháng 12: Tuyến chính của đoạn tuyến Gyeongui được kéo dài về phía đông từ Digital Media City đến Gongdeok .
Năm 2014:
Ngày 25 tháng 10: Ga Gangmae mở cửa như một ga lấp đầy trên tuyến Gyeongui.
Ngày 27 tháng 12: Đoạn tuyến Gyeongui được kéo dài về phía đông từ Gongdeok đến Yongsan, và tuyến Gyeongui-Jungang hiện tại được hình thành sau khi tuyến Gyeongui và Jungang được hợp nhất.
Năm 2015:
Ngày 31 tháng 10: Trạm Yadang mở cửa như một trạm tiếp nhận.
Năm 2016:
Ngày 30 tháng 4: Nhà ga Công viên Hyochang mở cửa như một nhà ga tiếp nhận.
Năm 2017:
Ngày 21 tháng 1: Tuyến được kéo dài về phía đông từ Yongmun đến Jipyeong .
Năm 2020:
Ngày 28 tháng 3: Một dịch vụ đưa đón bắt đầu hoạt động giữa Munsan và Imjingang .
Năm 2021:
5 tháng 1: Dịch vụ tốc hành được sửa đổi, với tất cả các chuyến tàu chạy tốc hành trên phần Tuyến Gyeongui của tuyến này hiện dừng ở Yadang và Tanhyeon, và tất cả các chuyến tàu chính chạy tốc hành trên phần Tuyến Gyeongui đều dừng ở Unjeong.
11 tháng 12: Một dịch vụ đưa đón khác bắt đầu hoạt động giữa Imjingang và Dorasan , cuối cùng đã thay thế dịch vụ "Tonggeun" dọc theo toàn bộ Tuyến Gyeongui.  Ga Uncheon, nằm giữa Munsan và Imjingang, dự kiến sẽ được khai trương vào tháng 8 năm 2022. Một ga khác tại Hyangdong, giữa Ga Đại học Hàng không Vũ trụ Hàn Quốc và Ga Susaek, dự kiến sẽ được mở vào năm 2024.
Năm 2021:
17 tháng 12 năm 2022: Mở ga Uncheon

### Các kế hoạch trong tương lai
Một trạm nạp tại Uncheon, giữa Imjingang và Munsan, dự kiến sẽ mở vào năm 2022 trên tàu con thoi Munsan-Imjingang. Một ga khác tại Hyang-dong, giữa Ga Đại học Hàng không Vũ trụ Hàn Quốc và Ga Susaek, dự kiến sẽ mở cửa vào hai năm sau vào năm 2024.

## Ga
- ●: Tàu tốc hành dừng tại ga này
- ｜: Tàu tốc hành không dừng tại ga này
- Màu vàng xanh (■): Đoạn dùng chung với Tuyến Seohae
- Màu ngọc lam (■): Đoạn dùng chung với Tuyến Gyeongchun

| Ký hiệu | Chú thích                                  |
| ------- | ------------------------------------------ |
| TH      | Tuyến tốc hành Gyeongui (Munsan ~ Seoul)   |
| TH      | Tuyến tốc hành Gyeongui (Munsan ~ Yongsan) |
| TH      | Tuyến tốc hành Jungang (Yongsan ~ Yongmun) |

### Đoạn Tuyến Gyeongui
| Số ga | Tên ga                             | Tên ga            | Tên ga           | Tốc hành | Tốc hành         | Tốc hành         | Chuyển tuyến                     | Khoảng cách | Tổng khoảng cách | Vị trí      | Vị trí       |
| Số ga | Tiếng Anh                          | Hangul            | Hanja            | TH       | TH               | TH               | Chuyển tuyến                     | Khoảng cách | Tổng khoảng cách | Vị trí      | Vị trí       |
| ----- | ---------------------------------- | ----------------- | ---------------- | -------- | ---------------- | ---------------- | -------------------------------- | ----------- | ---------------- | ----------- | ------------ |
| K335  | Munsan                             | 문산              | 文山             | ●        | ●                | ●                | (Hướng đi Imjingang)             | ---         | 0.0              | Gyeonggi-do | Paju-si      |
| K334  | Paju (Đại học Doowon)              | 파주 (두원대학)   | 坡州             | ｜       | ｜               | ●                |                                  | 4.4         | 4.4              | Gyeonggi-do | Paju-si      |
| K333  | Wollong (Đại học Seoyoung)         | 월롱 (서영대학교) | 月籠             | ｜       | ｜               | ●                |                                  | 2.2         | 6.6              | Gyeonggi-do | Paju-si      |
| K331  | Geumchon                           | 금촌              | 金村             | ●        | ●                | ●                |                                  | 4.1         | 10.7             | Gyeonggi-do | Paju-si      |
| K330  | Geumneung                          | 금릉              | 金陵             | ｜       | ●                | ●                |                                  | 2.1         | 12.8             | Gyeonggi-do | Paju-si      |
| K329  | Unjeong                            | 운정              | 雲井             | ●        | ●                | ●                |                                  | 3.1         | 15.9             | Gyeonggi-do | Paju-si      |
| K328  | Yadang                             | 야당              | 野塘             | ●        | ●                | ●                |                                  | 1.5         | 17.4             | Gyeonggi-do | Paju-si      |
| K327  | Tanhyeon                           | 탄현              | 炭峴             | ●        | ●                | ●                |                                  | 2.1         | 19.5             | Gyeonggi-do | Goyang-si    |
| K326  | Ilsan                              | 일산              | 一山             | ●        | ●                | ●                | (S07)                            | 1.7         | 21.2             | Gyeonggi-do | Goyang-si    |
| K325  | Pungsan                            | 풍산              | 楓山             | ｜       | ｜               | ●                |                                  | 23.1        | 1.9              | Gyeonggi-do | Goyang-si    |
| K324  | Baengma                            | 백마              | 白馬             | ●        | ●                | ●                |                                  | 24.8        | 1.7              | Gyeonggi-do | Goyang-si    |
| K323  | Goksan                             | 곡산              | 谷山             | ｜       | ｜               | ●                |                                  | 26.3        | 1.5              | Gyeonggi-do | Goyang-si    |
| K322  | Daegok                             | 대곡              | 大谷             | ●        | ●                | ●                | (315) (S11)                      | 28.1        | 1.8              | Gyeonggi-do | Goyang-si    |
| K321  | Neunggok                           | 능곡              | 陵谷             | ｜       | ｜               | ●                | (S12)                            | 29.9        | 1.8              | Gyeonggi-do | Goyang-si    |
| K320  | Haengsin                           | 행신              | 幸信             | ●        | ●                | ●                |                                  | 1.5         | 31.4             | Gyeonggi-do | Goyang-si    |
| K319  | Gangmae                            | 강매              | 江梅             | ｜       | ｜               | ●                |                                  | 0.9         | 32.3             | Gyeonggi-do | Goyang-si    |
| K318  | Đại học Hàng không Vũ trụ Hàn Quốc | 한국항공대        | 韓國航空大驛     | ｜       | ｜               | ●                |                                  | 2.5         | 34.8             | Gyeonggi-do | Goyang-si    |
| K317  | Susaek                             | 수색              | 水色             | ｜       | ｜               | ●                |                                  | 3.4         | 38.2             | Seoul       | Eunpyeong-gu |
| K316  | Digital Media City                 | 디지털미디어시티  | 디지털미디어시티 | ●        | ●                | ●                | (618) (A04)                      | 0.6         | 38.8             | Seoul       | Eunpyeong-gu |
| K315  | Gajwa                              | 가좌              | 加佐             | ●        | ●                | ●                | (Hướng đi Jipyeong)              | 7.7         | 46.5             | Seoul       | Seodaemun-gu |
| P314  | Sinchon                            | 신촌              | 新村             | ●        | Không có dịch vụ | Không có dịch vụ |                                  | 7.7         | 48.2             | Seoul       | Seodaemun-gu |
| P313  | Seoul                              | 서울              | 서울             | ●        | Không có dịch vụ | Không có dịch vụ | (133) (426) (A01) Tuyến Gyeongbu | 9.1         | 51.3             | Seoul       | Jung-gu      |

### Đoạn Tuyến Yongsan, Tuyến Gyeongwon, Tuyến Jungang
| Số ga                                  | Tên ga                                      | Tên ga                                 | Tên ga                                 | Tốc hành                               | Tốc hành                               | Tốc hành                               | Chuyển tuyến                                          | Khoảng cách                            | Tổng khoảng cách                       | Vị trí                                 | Vị trí                                 |
| Số ga                                  | Tiếng Anh                                   | Hangul                                 | Hanja                                  | TH                                     | TH                                     | TH                                     | Chuyển tuyến                                          | Khoảng cách                            | Tổng khoảng cách                       | Vị trí                                 | Vị trí                                 |
| ▲ Kết nối trực tiếp với Tuyến Gyeongui | ▲ Kết nối trực tiếp với Tuyến Gyeongui      | ▲ Kết nối trực tiếp với Tuyến Gyeongui | ▲ Kết nối trực tiếp với Tuyến Gyeongui | ▲ Kết nối trực tiếp với Tuyến Gyeongui | ▲ Kết nối trực tiếp với Tuyến Gyeongui | ▲ Kết nối trực tiếp với Tuyến Gyeongui | ▲ Kết nối trực tiếp với Tuyến Gyeongui                | ▲ Kết nối trực tiếp với Tuyến Gyeongui | ▲ Kết nối trực tiếp với Tuyến Gyeongui | ▲ Kết nối trực tiếp với Tuyến Gyeongui | ▲ Kết nối trực tiếp với Tuyến Gyeongui |
| -------------------------------------- | ------------------------------------------- | -------------------------------------- | -------------------------------------- | -------------------------------------- | -------------------------------------- | -------------------------------------- | ----------------------------------------------------- | -------------------------------------- | -------------------------------------- | -------------------------------------- | -------------------------------------- |
| K315                                   | Gajwa                                       | 가좌                                   | 加佐                                   | ●                                      | ●                                      | ●                                      | (Hướng đi Seoul)                                      | 1.7                                    | 40.5                                   | Seoul                                  | Seodaemun-gu                           |
| K314                                   | Đại học Hongik                              | 홍대입구                               | 弘大入口                               | Không có dịch vụ                       | ●                                      | ●                                      | (239) (A03)                                           | 1.7                                    | 42.2                                   | Seoul                                  | Mapo-gu                                |
| K313                                   | Đại học Sogang                              | 서강대                                 | 西江大                                 | Không có dịch vụ                       | ｜                                     | ●                                      |                                                       | 0.9                                    | 43.1                                   | Seoul                                  | Mapo-gu                                |
| K312                                   | Gongdeok                                    | 공덕                                   | 孔德                                   | Không có dịch vụ                       | ●                                      | ●                                      | (529) (626) (A02)                                     | 1.9                                    | 45.0                                   | Seoul                                  | Mapo-gu                                |
| K311                                   | Công viên Hyochang                          | 효창공원앞                             | 孝昌公園앞                             | Không có dịch vụ                       | ｜                                     | ●                                      | (627)                                                 | 0.7                                    | 45.7                                   | Seoul                                  | Yongsan-gu                             |
| K110                                   | Yongsan                                     | 용산                                   | 龍山                                   | Không có dịch vụ                       | ●                                      | ●                                      | (135) Tuyến Gyeongbu                                  | 1.8                                    | 47.5                                   | Seoul                                  | Yongsan-gu                             |
| K111                                   | Ichon                                       | 이촌                                   | 二村                                   | Không có dịch vụ                       | ●                                      | ●                                      | (430)                                                 | 1.9                                    | 49.4                                   | Seoul                                  | Yongsan-gu                             |
| K112                                   | Seobinggo                                   | 서빙고                                 | 西氷庫                                 | Không có dịch vụ                       | ●                                      | ｜                                     |                                                       | 1.7                                    | 51.1                                   | Seoul                                  | Yongsan-gu                             |
| K113                                   | Hannam                                      | 한남                                   | 漢南                                   | Không có dịch vụ                       | ●                                      | ｜                                     |                                                       | 1.9                                    | 53.0                                   | Seoul                                  | Yongsan-gu                             |
| K114                                   | Oksu                                        | 옥수                                   | 玉水                                   | Không có dịch vụ                       | ●                                      | ●                                      | (335)                                                 | 1.6                                    | 54.6                                   | Seoul                                  | Seongdong-gu                           |
| K115                                   | Eungbong                                    | 응봉                                   | 鷹峰                                   | Không có dịch vụ                       | ●                                      | ｜                                     |                                                       | 1.8                                    | 56.4                                   | Seoul                                  | Seongdong-gu                           |
| K116                                   | Wangsimni                                   | 왕십리                                 | 往十里                                 | Không có dịch vụ                       | ●                                      | ●                                      | (208) (540) (K210)                                    | 1.4                                    | 57.8                                   | Seoul                                  | Seongdong-gu                           |
| K117                                   | Cheongnyangni                               | 청량리                                 | 淸凉里                                 | Không có dịch vụ                       | ●                                      | ●                                      | (124) (K209) (Một phần) Tuyến Gyeongwon Tuyến Jungang | 2.4                                    | 60.2                                   | Seoul                                  | Dongdaemun-gu                          |
| K118                                   | Hoegi                                       | 회기                                   | 回基                                   | Không có dịch vụ                       | ●                                      | ●                                      | (123)                                                 | 1.4                                    | 61.6                                   | Seoul                                  | Dongdaemun-gu                          |
| K119                                   | Jungnang                                    | 중랑                                   | 中浪                                   | Không có dịch vụ                       | ●                                      |                                        |                                                       | 1.8                                    | 63.4                                   | Seoul                                  | Jungnang-gu                            |
| K120                                   | Sangbong                                    | 상봉                                   | 上鳳                                   | Không có dịch vụ                       | ●                                      | ●                                      | (720) (K120) Tuyến Jungang                            | 0.8                                    | 64.2                                   | Seoul                                  | Jungnang-gu                            |
| K121                                   | Mangu                                       | 망우                                   | 忘憂                                   | Không có dịch vụ                       | ●                                      | ｜                                     | (K121)                                                | 0.6                                    | 64.8                                   | Seoul                                  | Jungnang-gu                            |
| K122                                   | Yangwon                                     | 양원                                   | 養源                                   | Không có dịch vụ                       | ●                                      | ｜                                     |                                                       | 1.7                                    | 66.5                                   | Seoul                                  | Jungnang-gu                            |
| K123                                   | Guri                                        | 구리                                   | 九里                                   | Không có dịch vụ                       | ●                                      | ●                                      | (807)                                                 | 3.2                                    | 69.7                                   | Gyeonggi-do                            | Guri-si                                |
| K124                                   | Donong                                      | 도농                                   | 陶農                                   | Không có dịch vụ                       | ●                                      | ●                                      |                                                       | 1.7                                    | 71.4                                   | Gyeonggi-do                            | Namyangju-si                           |
| K125                                   | Yangjeong                                   | 양정                                   | 養正                                   | Không có dịch vụ                       | ●                                      | ｜                                     |                                                       | 3.7                                    | 75.1                                   | Gyeonggi-do                            | Namyangju-si                           |
| K126                                   | Deokso                                      | 덕소                                   | 德沼                                   | Không có dịch vụ                       | ●                                      | ●                                      |                                                       | 2.3                                    | 77.4                                   | Gyeonggi-do                            | Namyangju-si                           |
| K127                                   | Dosim                                       | 도심                                   | 陶深                                   | Không có dịch vụ                       | ●                                      | ●                                      |                                                       | 1.5                                    | 78.9                                   | Gyeonggi-do                            | Namyangju-si                           |
| K128                                   | Paldang                                     | 팔당                                   | 八堂                                   | Không có dịch vụ                       | ●                                      | ｜                                     |                                                       | 4.2                                    | 83.1                                   | Gyeonggi-do                            | Namyangju-si                           |
| K129                                   | Ungilsan                                    | 운길산                                 | 雲吉山                                 | Không có dịch vụ                       | ●                                      | ｜                                     |                                                       | 6.4                                    | 89.5                                   | Gyeonggi-do                            | Namyangju-si                           |
| K130                                   | Yangsu                                      | 양수                                   | 兩水                                   | Không có dịch vụ                       | ●                                      | ●                                      |                                                       | 1.9                                    | 91.4                                   | Gyeonggi-do                            | Yangpyeong-gun                         |
| K131                                   | Sinwon                                      | 신원                                   | 新院                                   | Không có dịch vụ                       | ●                                      | ｜                                     |                                                       | 4.7                                    | 96.1                                   | Gyeonggi-do                            | Yangpyeong-gun                         |
| K132                                   | Guksu                                       | 국수                                   | 菊秀                                   | Không có dịch vụ                       | ●                                      | ｜                                     |                                                       | 2.9                                    | 99.0                                   | Gyeonggi-do                            | Yangpyeong-gun                         |
| K133                                   | Asin (Chủng viện Thần học Thống nhất ASEAN) | 아신 (아세아연합신학대)                | 我新                                   | Không có dịch vụ                       | ●                                      | ｜                                     |                                                       | 4.1                                    | 103.1                                  | Gyeonggi-do                            | Yangpyeong-gun                         |
| K134                                   | Obin                                        | 오빈                                   | 梧濱                                   | Không có dịch vụ                       | ●                                      | ｜                                     |                                                       | 2.8                                    | 105.9                                  | Gyeonggi-do                            | Yangpyeong-gun                         |
| K135                                   | Yangpyeong                                  | 양평                                   | 楊平                                   | Không có dịch vụ                       | ●                                      | ●                                      |                                                       | 2.5                                    | 108.1                                  | Gyeonggi-do                            | Yangpyeong-gun                         |
| K136                                   | Wondeok                                     | 원덕                                   | 元德                                   | Không có dịch vụ                       | ●                                      | ｜                                     |                                                       | 6.1                                    | 113.9                                  | Gyeonggi-do                            | Yangpyeong-gun                         |
| K137                                   | Yongmun                                     | 용문                                   | 龍門                                   | Không có dịch vụ                       | ●                                      | ●                                      | Tuyến Jungang                                         | 5.6                                    | 118.7                                  | Gyeonggi-do                            | Yangpyeong-gun                         |
| K138                                   | Jipyeong                                    | 지평                                   | 砥平                                   |                                        |                                        |                                        | Tuyến Jungang                                         | 3.8                                    | 122.5                                  | Gyeonggi-do                            | Yangpyeong-gun                         |

### Munsan ~ Dorasan[6]
| Tuyến          | Số ga | Tên ga    | Tên ga | Tên ga | Chuyển tuyến              | Khoảng cách | Tổng khoảng cách | Vị trí      | Vị trí  |
| Tuyến          | Số ga | Tiếng Anh | Hangul | Hanja  | Chuyển tuyến              | Khoảng cách | Tổng khoảng cách | Vị trí      | Vị trí  |
| -------------- | ----- | --------- | ------ | ------ | ------------------------- | ----------- | ---------------- | ----------- | ------- |
| Tuyến Gyeongui | K338  | Dorasan   | 도라산 | 都羅山 |                           | ---         | 0.0              | Gyeonggi-do | Paju-si |
| Tuyến Gyeongui | K337  | Imjingang | 임진강 | 臨津江 |                           | 3.7         | 3.7              | Gyeonggi-do | Paju-si |
| Tuyến Gyeongui | K336  | Uncheon   | 운천   | 雲泉   |                           | 2.3         | 6.0              | Gyeonggi-do | Paju-si |
| Tuyến Gyeongui | K335  | Munsan    | 문산   | 文山   | (Hướng đi Yongmun, Seoul) | 3.7         | 9.7              | Gyeonggi-do | Paju-si |